# Nawair Sports Club
O Nawair Sports Club é um clube de futebol com sede em Hama, Síria. A equipe compete no Campeonato Sírio de Futebol.

## História
O clube foi fundado em 1945.